# Snowboard vid olympiska vinterspelen 2002

## Placeringar

### Herrar

#### Halfpipe
Detta var första gången sedan spelen 1956 som USA tog hem en medaljtrippel. 16 500 satt i publiken.
| Medalj | Tävlande        | Poäng |
| Guld   | Ross Powers     | 46,1  |
| Silver | Danny Kass      | 42,5  |
| Brons  | Jarret Thomas   | 42,1  |
| 4      | Giacomo Kratter | 42,0  |
| 5      | Takaharu Nakai  | 40,7  |
| 6      | Tommy Czeschin  | 40,6  |
| 7      | Heikki Sorsa    | 40,4  |
| 8      | Markku Koski    | 39,0  |

#### Parallellstorslalom
Två år tidigare hade Chris Klug genomgått en levertransplantation.
| Medalj | Tävlande            |
| Guld   | Philipp Schoch      |
| Silver | Richard Richardsson |
| Brons  | Chris Klug          |
| 4      | Nicolas Huet        |
| 5      | Dejan Kosir         |
| 6      | Mathieu Bozzetto    |
| 7      | Siegfried Grabner   |
| 8      | Walter Feichter     |

### Damer

#### Halfpipe
| Medalj | Tävlande              | Poäng |
| Guld   | Kelly Clark           | 47,9  |
| Silver | Dorianne Vidal        | 43,0  |
| Brons  | Fabienne Reuteler     | 39,7  |
| 4      | Kjersti Østgård Buaas | 37,3  |
| 5      | Shannon Dunn-Downing  | 37,2  |
| 6      | Tricia Byrnes         | 36,4  |
| 7      | Nici Pederzolli       | 35,7  |
| 8      | Yoko Miyake           | 33,7  |

#### Parallellstorslalom
| Medalj | Tävlande                  |
| Guld   | Isabelle Blanc            |
| Silver | Karine Ruby               |
| Brons  | Lidia Trettel             |
| 4      | Jagna Marczulajtis        |
| 5      | Maria Kischgasser-Pichler |
| 6      | Julie Pomagalski          |
| 7      | Isabella Dal Balcon       |
| 8      | Lisa Kosglow              |